# Rookie difensivo dell'anno della NFL
L'NFL Defensive Rookie of the Year è il trofeo assegnato annualmente, a partire dalla stagione 1967, al miglior giocatore difensivo al suo primo anno da professionista di tutta la National Football League. 
Diverse testate giornalistiche e associazioni di settore assegnano un riconoscimento al migliore rookie della stagione, come la Pro Football Writers of America, ma la NFL considera come ufficiale quello assegnato dall'Associated Press, noto anche come AP Defensive Rookie of the Year Award. 
Il premio infatti è riportato nel Record and Fact Book pubblicato dalla NFL per ogni stagione ed è consegnato dal 2012 durante la cerimonia NFL Honors che si tiene nei giorni precedenti il Super Bowl.
Attualmente 10 giocatori sono entrati nella Hall of Fame della NFL.

## Selezione
Il vincitore viene scelto da un giuria composta da 50 giornalisti sportivi che seguono regolarmente la National Football League, selezionati dall'Associated Press in modo da coprire uniformemente tutti i media (carta stampata, televisione, radio e web) e che raccontino la NFL su base nazionale, ossia non avendo conoscenza specifica di una singola squadra ma dell'intero campionato.
Il sistema di votazione adottato, comune per tutti i premi assegnati dall'Associated Press per la NFL, fino al 2021 prevedeva che ogni giornalista indicasse il suo candidato e venisse quindi eletto vincitore il più votato, portando questo negli anni a risultati non sempre largamente condivisi dalla giuria. A partire invece dalla stagione 2022 il sistema di voto adottato prevede che ogni giornalista esprima le sue tre prime scelte e quindi il vincitore determinato da tutti i voti ricevuti, pesati in base alla posizione assegnata. Tale sistema se da un lato permette di indicare oltre al vincitore anche il secondo e terzo classificato, dall'altro può produrre che il vincitore non sia necessariamente quello più votato come prima scelta dalla maggioranza dei 50 giornalisti.

## Albo d'oro
Hall of Famer
| Stagione | Vincitore            | Ruolo            | Squadra                  | Note   |
| -------- | -------------------- | ---------------- | ------------------------ | ------ |
| 1967     | Lem Barney           | Cornerback       | Detroit Lions            |        |
| 1968     | Claude Humphrey      | Defensive end    | Atlanta Falcons          |        |
| 1969     | Joe Greene           | Defensive tackle | Pittsburgh Steelers      |        |
| 1970     | Bruce Taylor         | Cornerback       | San Francisco 49ers      |        |
| 1971     | Isiah Robertson      | Linebacker       | Los Angeles Rams         |        |
| 1972     | Willie Buchanon      | Cornerback       | Green Bay Packers        |        |
| 1973     | Wally Chambers       | Defensive tackle | Chicago Bears            |        |
| 1974     | Jack Lambert         | Linebacker       | Pittsburgh Steelers      |        |
| 1975     | Robert Brazile       | Linebacker       | Houston Oilers           |        |
| 1976     | Mike Haynes          | Cornerback       | New England Patriots     |        |
| 1977     | A.J. Duhe            | Defensive end    | Miami Dolphins           |        |
| 1978     | Al Baker             | Defensive end    | Detroit Lions            |        |
| 1979     | Jim Haslett          | Linebacker       | Buffalo Bills            |        |
| 1980     | Buddy Curry          | Linebacker       | Atlanta Falcons          |        |
| 1980     | Al Richardson        | Linebacker       | Atlanta Falcons          |        |
| 1981     | Lawrence Taylor      | Linebacker       | New York Giants          |        |
| 1982     | Chip Banks           | Linebacker       | Cleveland Browns         |        |
| 1983     | Vernon Leroy Maxwell | Linebacker       | Baltimore Colts          |        |
| 1984     | Bill Maas            | Defensive tackle | Kansas City Chiefs       |        |
| 1985     | Duane Bickett        | Linebacker       | Indianapolis Colts       |        |
| 1986     | Leslie O'Neal        | Defensive end    | San Diego Chargers       |        |
| 1987     | Shane Conlan         | Linebacker       | Buffalo Bills            |        |
| 1988     | Erik McMillan        | Safety           | New York Jets            |        |
| 1989     | Derrick Thomas       | Linebacker       | Kansas City Chiefs       |        |
| 1990     | Mark Carrier         | Safety           | Chicago Bears            |        |
| 1991     | Mike Croel           | Linebacker       | Denver Broncos           |        |
| 1992     | Dale Carter          | Cornerback       | Kansas City Chiefs       |        |
| 1993     | Dana Stubblefield    | Defensive tackle | San Francisco 49ers      |        |
| 1994     | Tim Bowens           | Defensive tackle | Miami Dolphins           |        |
| 1995     | Hugh Douglas         | Defensive end    | New York Jets            |        |
| 1996     | Simeon Rice          | Defensive end    | Arizona Cardinals        |        |
| 1997     | Peter Boulware       | Linebacker       | Baltimore Ravens         |        |
| 1998     | Charles Woodson      | Cornerback       | Oakland Raiders          |        |
| 1999     | Jevon Kearse         | Defensive end    | Tennessee Titans         |        |
| 2000     | Brian Urlacher       | Linebacker       | Chicago Bears            | [ 8 ]  |
| 2001     | Kendrell Bell        | Linebacker       | Pittsburgh Steelers      |        |
| 2002     | Julius Peppers       | Defensive end    | Carolina Panthers        |        |
| 2003     | Terrell Suggs        | Linebacker       | Baltimore Ravens         |        |
| 2004     | Jonathan Vilma       | Linebacker       | New York Jets            |        |
| 2005     | Shawne Merriman      | Linebacker       | San Diego Chargers       |        |
| 2006     | DeMeco Ryans         | Linebacker       | Houston Texans           | [ 9 ]  |
| 2007     | Patrick Willis       | Linebacker       | San Francisco 49ers      | [ 10 ] |
| 2008     | Jerod Mayo           | Linebacker       | New England Patriots     | [ 11 ] |
| 2009     | Brian Cushing        | Linebacker       | Houston Texans           | [ 12 ] |
| 2010     | Ndamukong Suh        | Defensive tackle | Detroit Lions            | [ 13 ] |
| 2011     | Von Miller           | Linebacker       | Denver Broncos           | [ 14 ] |
| 2012     | Luke Kuechly         | Linebacker       | Carolina Panthers        | [ 15 ] |
| 2013     | Sheldon Richardson   | Defensive tacke  | New York Jets            | [ 16 ] |
| 2014     | Aaron Donald         | Defensive tacke  | St. Louis Rams           | [ 17 ] |
| 2015     | Marcus Peters        | Cornerback       | Kansas City Chiefs       | [ 18 ] |
| 2016     | Joey Bosa            | Defensive end    | San Diego Chargers       | [ 19 ] |
| 2017     | Marshon Lattimore    | Cornerback       | New Orleans Saints       | [ 20 ] |
| 2018     | Darius Leonard       | Linebacker       | Indianapolis Colts       | [ 21 ] |
| 2019     | Nick Bosa            | Defensive end    | San Francisco 49ers      | [ 22 ] |
| 2020     | Chase Young          | Defensive end    | Washington Football Team | [ 23 ] |
| 2021     | Micah Parsons        | Linebacker       | Dallas Cowboys           | [ 24 ] |
| 2022     | Sauce Gardner        | Cornerback       | New York Jets            | [ 25 ] |
| 2023     | Will Anderson Jr.    | Defensive end    | Houston Texans           | [ 26 ] |
| 2024     | Jared Verse          | Defensive end    | Los Angeles Rams         | [ 27 ] |

## Premi assegnati da altre testate

### Pro Football Writers of America
Di seguito l'elenco dei vincitori del premio assegnato dalla Pro Football Writers of America (PFWA), associazione di giornalisti che seguono la NFL:
| Anno | Giocatore         | Ruolo                    | Squadra                  |
| ---- | ----------------- | ------------------------ | ------------------------ |
| 1992 | Dale Carter       | Cornerback/Punt returner | Kansas City Chiefs       |
| 1993 | Dana Stubblefield | Defensive tackle         | San Francisco 49ers      |
| 1994 | Tim Bowens        | Defensive tackle         | Miami Dolphins           |
| 1995 | Hugh Douglas      | Defensive end            | New York Jets            |
| 1996 | Simeon Rice       | Defensive end            | Arizona Cardinals        |
| 1997 | Peter Boulware    | Linebacker               | Baltimore Ravens         |
| 1998 | Charles Woodson   | Cornerback               | Oakland Raiders          |
| 1999 | Jevon Kearse      | Defensive end            | Tennessee Titans         |
| 2000 | Brian Urlacher    | Linebacker               | Chicago Bears            |
| 2001 | Kendrell Bell     | Linebacker               | Pittsburgh Steelers      |
| 2002 | Julius Peppers    | Defensive end            | Carolina Panthers        |
| 2003 | Terrell Suggs     | Linebacker               | Baltimore Ravens         |
| 2004 | Dunta Robinson    | Cornerback               | Houston Texans           |
| 2005 | Shawne Merriman   | Linebacker               | San Diego Chargers       |
| 2006 | DeMeco Ryans      | Linebacker               | Houston Texans           |
| 2007 | Patrick Willis    | Linebacker               | San Francisco 49ers      |
| 2008 | Jerod Mayo        | Linebacker               | New England Patriots     |
| 2009 | Brian Cushing     | Linebacker               | Houston Texans           |
| 2010 | Ndamukong Suh     | Defensive tackle         | Detroit Lions            |
| 2011 | Aldon Smith       | Linebacker               | San Francisco 49ers      |
| 2012 | Luke Kuechly      | Linebacker               | Carolina Panthers        |
| 2013 | Kiko Alonso       | Linebacker               | Buffalo Bills            |
| 2014 | Aaron Donald      | Defensive tackle         | St. Louis Rams           |
| 2015 | Marcus Peters     | Cornerback               | Kansas City Chiefs       |
| 2016 | Joey Bosa         | Defensive end            | San Diego Chargers       |
| 2017 | Marshon Lattimore | Cornerback               | New Orleans Saints       |
| 2018 | Darius Leonard    | Linebacker               | Indianapolis Colts       |
| 2019 | Nick Bosa         | Defensive end            | San Francisco 49ers      |
| 2020 | Chase Young       | Defensive end            | Washington Football Team |
| 2021 | Micah Parsons     | Linebacker               | Dallas Cowboys           |
| 2022 | Sauce Gardner     | Cornerback               | New York Jets            |
| 2023 | Will Anderson Jr. | Defensive end            | Houston Texans           |
| 2024 | Jared Verse       | Defensive end            | Los Angeles Rams         |